# Voer Herred
Voer Herred var et herred, der i  Kong Valdemars Jordebog hed Horæhæreth (Oræhæreth), og i middelalderen hørte til Løversyssel, senere til Skanderborg Len og fra 1660 til det tidligere Skanderborg Amt.
Voer Herred grænser mod sydvest til Nim Herred, fra hvilket det til dels skilles ved Hansted Å, mod vest og nordvest grænser det til  Tyrsting Herred, hvor grænsen på et stykke dannes af Gudenå, mod nord til Hjelmslev Herred, hvor herredet berører Mossø og i øvrigt har Tåning Å og en Del af Skanderborg Sø til grænse; mod øst grænser det  til Hads Herred  og mod syd til Horsens Fjord og Vejle Amt (Hatting Herred).  I Voer Herred ligger det store bakkeparti hvor Danmarks højeste punkter, Møllehøj, Ejer Baunehøj og Yding Skovhøj,  befinder sig.
De flg. sogne ligger i Voer Herred (efter hvert sogn er nævnt, hvilken kommune dette sogn kom til at tilhøre efter Kommunalreformen i 1970):
- Gangsted Sogn (Gedved Kommune)
- Hansted Sogn (Horsens Kommune)
- Hylke Sogn (Skanderborg Kommune)
- Kattrup Sogn (Gedved Kommune)
- Lundum Sogn (Horsens Kommune)
- Nebel Sogn (Horsens Kommune)
- Ovsted Sogn (Skanderborg Kommune)
- Søvind Sogn (Gedved Kommune)
- Tolstrup Sogn (Gedved Kommune)
- Tåning Sogn (Skanderborg Kommune)
- Vedslet Sogn (Gedved Kommune)
- Vær Sogn (Horsens Kommune)
- Yding Sogn (Gedved Kommune)
- Ørridslev Sogn (Gedved Kommune)
- Østbirk Sogn (Gedved Kommune)

Efter Kommunalreformen (2007) ligger det meste af det tidligere herred i Horsens Kommune, kun Tåning, Hylke og Ovsted Sogn ligger i Skanderborg Kommune. 

## Eksterne kilder og henvisninger
- Voer Herred i J.P. Trap: Kongeriget Danmark, udarbejdet af H. Weitemeyer (3. udgave, 5. bind, 1906)
- Fil med information om sogne og kommuner

55°58′23.59″N 9°45′49.52″Ø / 55.9732194°N 9.7637556°Ø